# Plaza Revolución del Sur
La Plaza Revolución del Sur, también llamada Plaza del Señor del Pueblo, es una plaza y parque ubicada en la colonia Centro de Cuautla de Morelos (Morelos). Es conocida porque en su centro posee una estatua del militar Emiliano Zapata que a su vez contiene sus restos mortales.

## Historia

### SigloXX
Originalmente tenía el nombre de Plaza del Señor del Pueblo debido al señor de Xochitengo, ya que en la Capilla de Gualupita —que está ubicada a uno de sus costados— albergaba dicho ídolo, al cual gran cantidad de gente de otros estados de la república para rendirle culto al santo patrono. En 1830 el señor de Xochitengo fue trasladado de la Capilla de Gualupita a la Capilla de Santa Bárbara, que posteriormente se llamó Iglesia del Señor del Pueblo en su honor.
Cabe destacar que desde 1919 los restos mortales de Zapata descansaban en el panteón civil de la misma ciudad; Zapata en años posteriores a su muerte fue convertido a héroe nacional y se escribió su nombre con letras de oro en el Congreso de la Unión, por lo que se congregó a una junta con las autoridades estatales y municipales para decidir el futuro de sus restos mortales. Se contrató al arquitecto Norberto Martínez para que diseñara un monumento que al final resultó en una estatua estilo art decó de Zapata a caballo con un campesino a su lado.
El 10 de abril de 1932 fueron exhumados los restos de Emiliano Zapata al monumento —diferente al actual— en la plaza por un desfile encabezado por el gobernador de Morelos José Urban Aguirre y por Vicente Estrada Cajigal, representante del gobierno federal. Fue a partir de ese año en que se cambió su nombre al actual:

Fue a partir de ese año que la plaza fue conocida como Señor del Pueblo, hasta 1932 que tuvo que cambiar su nombre dada la llegada de uno de los más grandes revolucionarios.
Samuel Hernández Beltrán, cronista de la ciudad

En 1979, José López Portillo, presidente de México por el PRI, pretendió exhumar el cadáver para que fuera enterrado junto a los restos de Venustiano Carranza, General que ordenó su asesinato, en el Monumento de la Revolución. Los morelenses, y muy en especial los campesinos, organizaron protestas y montaron guardias tanto de día como de noche. Los zapatistas y jaramillistas fueron los que más visibilizaron las protestas. Longino Rojas Alonso, soldado de Amador Salazar, en un discurso dijo:

Ni ahora ni nunca se llevarán los restos del General, a la ciudad de México, porque nos quieren quitar nuestra única riqueza, el símbolo del campo, y sepultar para siempre nuestra Reforma agraria.

### SigloXXI

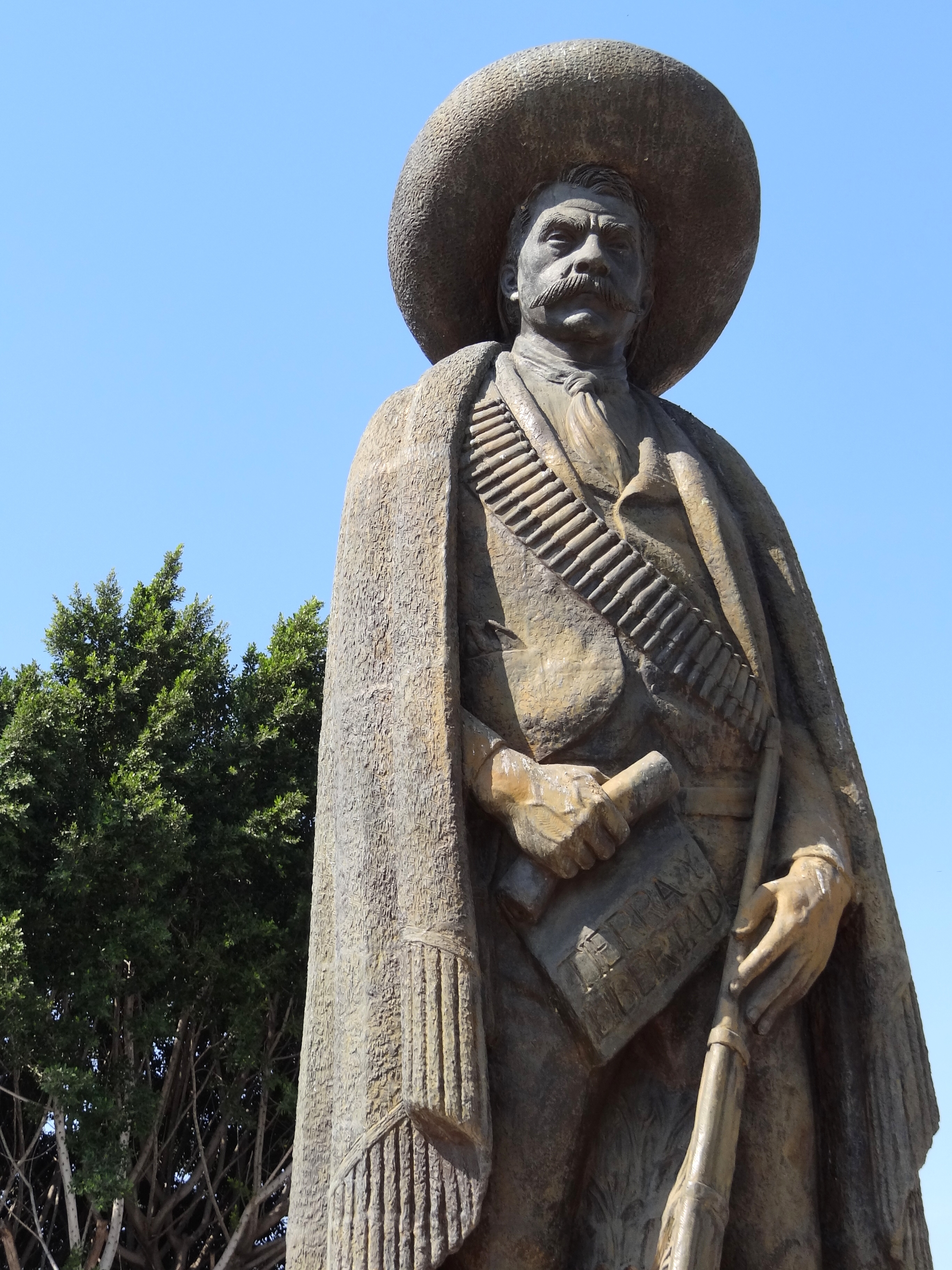
Detalle de la estatua actual (2011).

En 2010 el presidente municipal de Cuautla Luis Felipe Güemes Ríos ordenó la remodelación de la plaza a través de la Secretaría de Turismo del Gobierno de Morelos como parte de los festejos del Centenario de la Revolución mexicana.  Aunque, cabe destacar que la remodelación incluyó la extracción de la mayoría de los árboles de la zona, siendo juzgada como «aseladero» por diversas personas.
En noviembre del 2012 el presidente Felipe Calderón declaró a Cuautla como zona de monumentos históricos entre los que se consideraba dicha plaza.
En los últimos años han calificado la plaza de haber sido «olvidada por las autoridades» y estar «deteriorado» y «maltratado» debido a su pésimo estado comparado con su original en 2010: las lozas se las han robado, algunos cristales instalados también han sido robado, no hay alumbrado público suficiente y son constantes los actos delictivos ahí debido a la situación.
Al respecto, Lennin Vick, arquitecto que participó en el rediseño de la plaza ha declarado que el proyecto originalmente planteado nunca fue terminado de elaborarse. Según afirma, el plan original incluía esculturas, concreto traslúcido, luces, inscripciones y una representación del Plan de Ayala:

La Plaza de la Revolución del Sur llegó a un cincuenta por ciento del proyecto original, eso fue en 2010 aproximadamente […]. Cambiaron todo, cambiaron niveles, hicieron lo que quisieron. […] Quedó como una plaza oscura, inacabada y fea, y es obvio que la gente al ver eso te consigne.